# خورخي لويس غونزاليس
خورخي لويس غونزاليس مواليد 19 أكتوبر 1964 في هافانا، هو ملاكم كوبي يصنف ضمن فئة الوزن الثقيل. حقق الميدالية الذهبية في دورة الألعاب الأمريكية 1983.

## إحصائيات
خاض خلال مسيرته 39 نزالا، فاز في 31 ولم يتعادل وخسر في 8. فاز بالضربة القاضية في 27 نزالا.

## الميداليات
| الميدالية | المسابقة                    |
| --------- | --------------------------- |
| ذهبية     | دورة الألعاب الأمريكية 1983 |
| ذهبية     | دورة الألعاب الأمريكية 1987 |

## روابط خارجية
- خورخي لويس غونزاليس على موقع بوكس ريك (الإنجليزية) (registration required)